# COVID-19-Pandemie in der Antarktis

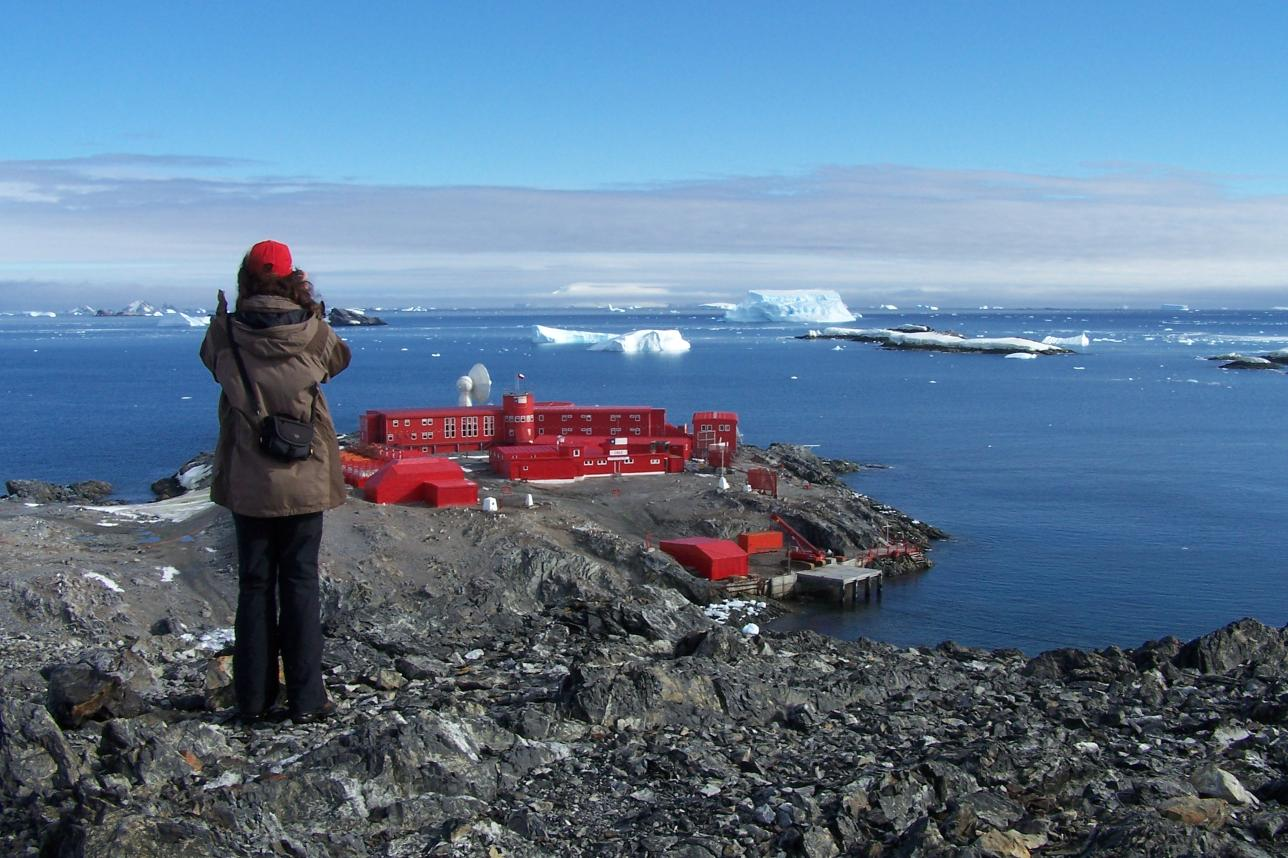
Die chilenische Bernardo-O’Higgins-Station

Auf dem antarktischen Kontinent traten die ersten bekannten Fälle der COVID-19-Pandemie im Dezember 2020 auf. Es wurden 36 mit SARS-CoV-2 infizierte Mitarbeiter der chilenischen Bernardo-O’Higgins-Station registriert, darunter 26 Mitglieder des Militärs und 10 Zivilkräfte. Die chilenische Marine berichtete überdies von drei weiteren Fällen bei der 208-köpfigen Besatzung eines ihrer Schiffe, das zwischen dem 27. November und 10. Dezember 2020 in antarktischen Gewässern unterwegs war.
Etwa ein Jahr später brach auf der belgischen Prinzessin-Elisabeth-Station eine COVID-19-Epidemie aus. Nachdem am 14. Dezember 2021 die Infektion mit dem SARS-CoV-2-Virus bei einer eine Woche zuvor auf der Station eingetroffenen Person nachgewiesen worden war, wurden bis zum 1. Januar 2022 insgesamt 11 der 30 Personen auf der Station positiv getestet. Alle auf der Station Tätigen waren vollständig geimpft; die Krankheitsverläufe wurden als mild eingestuft. Es wurde vermutet, dass die Infektionswelle auf einer Ansteckung mit der SARS-CoV-2-Variante Omikron während des Aufenthalts der Forscher auf ihrer letzten Reisestation vor der Antarktis in Südafrika beruhte. Dort hatte sich die Mannschaft 10 Tage lang in Quarantäne aufgehalten, bevor sie in die Antarktis weiterreiste. Corona-Tests wurden fünf Tage nach der Ankunft in Südafrika sowie fünf Tage nach der Ankunft auf der Prinzessin-Elisabeth-Station durchgeführt; sie waren ausnahmslos negativ. Erst zwei Tage später wurde der erste Patient positiv getestet.
Im Herbst 2022 trat COVID-19 in der US-amerikanischen McMurdo-Station auf. Nachdem ab dem Beginn des Oktobers 98 Fälle registriert worden waren, wurden ab dem 8. November 2022 für zwei Wochen Anreisen zur Station unterbunden.